# Screaming Trees
Screaming Trees – amerykański zespół muzyczny utworzony w 1985 w Ellensburg w stanie Waszyngton.

## Historia
Grupa powstała w 1985 roku. Ich brzmienie łączyło w sobie psychodelię rodem z lat 60. XX wieku i punk rock z zachodniego wybrzeża USA. Zespół nigdy nie osiągnął statusu gwiazdy mimo bardzo przychylnych opinii krytyków muzycznych. W 1992 roku grupa wystąpiła w roli supportu przed grupą Alice in Chains w ramach trasy „Down in Your Hole Tour”. Zespół rozpadł się po zakończeniu trasy koncertowej do ostatniej płyty studyjnej Dust wydanej w 1996 roku. Przyczyną było zarówno komercyjne niepowodzenie albumów, jak i poboczne projekty członków zespołu, a także ich kariery solowe.

## Skład
- Mark Lanegan – śpiew
- Gary Lee Conner – gitara
- Van Conner – gitara basowa
- Mark Pickerel – perkusja (1985–1991)
- Donna Dresch – gitara basowa (tylko w czasie tras koncertowych) (1988, 1991)
- Sean Hollister – perkusja (tylko w czasie tras koncertowych) (1991)
- Dan Peters – perkusja (tylko w czasie tras koncertowych) (1991)
- Barrett Martin – perkusja (1991–2000)
- Josh Homme – gitara (tylko w czasie tras koncertowych) (1996–1998)

## Dyskografia
| Rok wydania | Tytuł                                                  | Wytwórnia                    | rodzaj wydawnictwa |
| 1985        | Other Worlds                                           | Velvetone Records            | EP                 |
| 1986        | Clairvoyance                                           | Velvetone Records            | Album Studyjny     |
| 1987        | Even If and Especially When                            | SST Records                  | Album Studyjny     |
| 1988        | Invisible Lantern                                      | SST Records                  | Album Studyjny     |
| 1988        | Beat Happening/Screaming Trees EP                      | Homestead Records, K Records | EP                 |
| 1989        | Buzz Factory                                           | SST Records                  | Album Studyjny     |
| 1990        | Change Has Come                                        | Sub Pop                      | EP                 |
| 1990        | Something About Today                                  | Epic Records                 | EP                 |
| 1991        | Uncle Anesthesia                                       | Epic Records                 | Album Studyjny     |
| 1991        | Anthology: SST Years 1985–1989                         | SST Records                  | Greatest Hits      |
| 1992        | Sweet Oblivion                                         | Epic Records                 | Album Studyjny     |
| 1996        | Dust                                                   | Epic Records                 | Album Studyjny     |
| 2001        | Nearly Lost You                                        | Sony                         | Greatest Hits      |
| 2005        | Ocean of Confusion: Songs of Screaming Trees 1989–1996 | Epic Records                 | Greatest Hits      |
| 2011        | Last Words:Final Recordings                            | Sunyata Productions          | Album studyjny     |